# Poursuites judiciaires contre les partisans de Ioulia Tymochenko
 (février 2013).
 (avril 2023).
Les poursuites judiciaires contre les partisans de Ioulia Tymochenko désignent une série d'enquêtes, ouvertes au mois de mai 2010.
Ces derniers sont principalement accusés d'abus de fonction et d'abus de pouvoir,,. 
Le Parquet général d'Ukraine ne trouve cependant aucune preuve des délits d'appropriation de fonds ou de biens et n'accuse aucun d'eux de corruption active ou passive,. 
Sur l'ensemble de ces affaires, une série d'appels sont prononcés par l'Union européenne,,,, les États-Unis, et la Russie, mais aussi par des organisations de défense des droits de l'homme. De la société ukrainienne et de la diaspora. Dans lesquels est invoqué le motif politique de ces affaires.
En effet, l'ouverture de cette série d'enquêtes fait suite à la chute du gouvernement Tymochenko, censuré par le Parlement en mars de la même année.
Mais les représentants du Parti des régions, qui est aussi celui du président Viktor Ianoukovytch, ainsi que le Ministère public d'Ukraine, affirment qu'aucun objectif politique n'est poursuivi dans cette affaire.

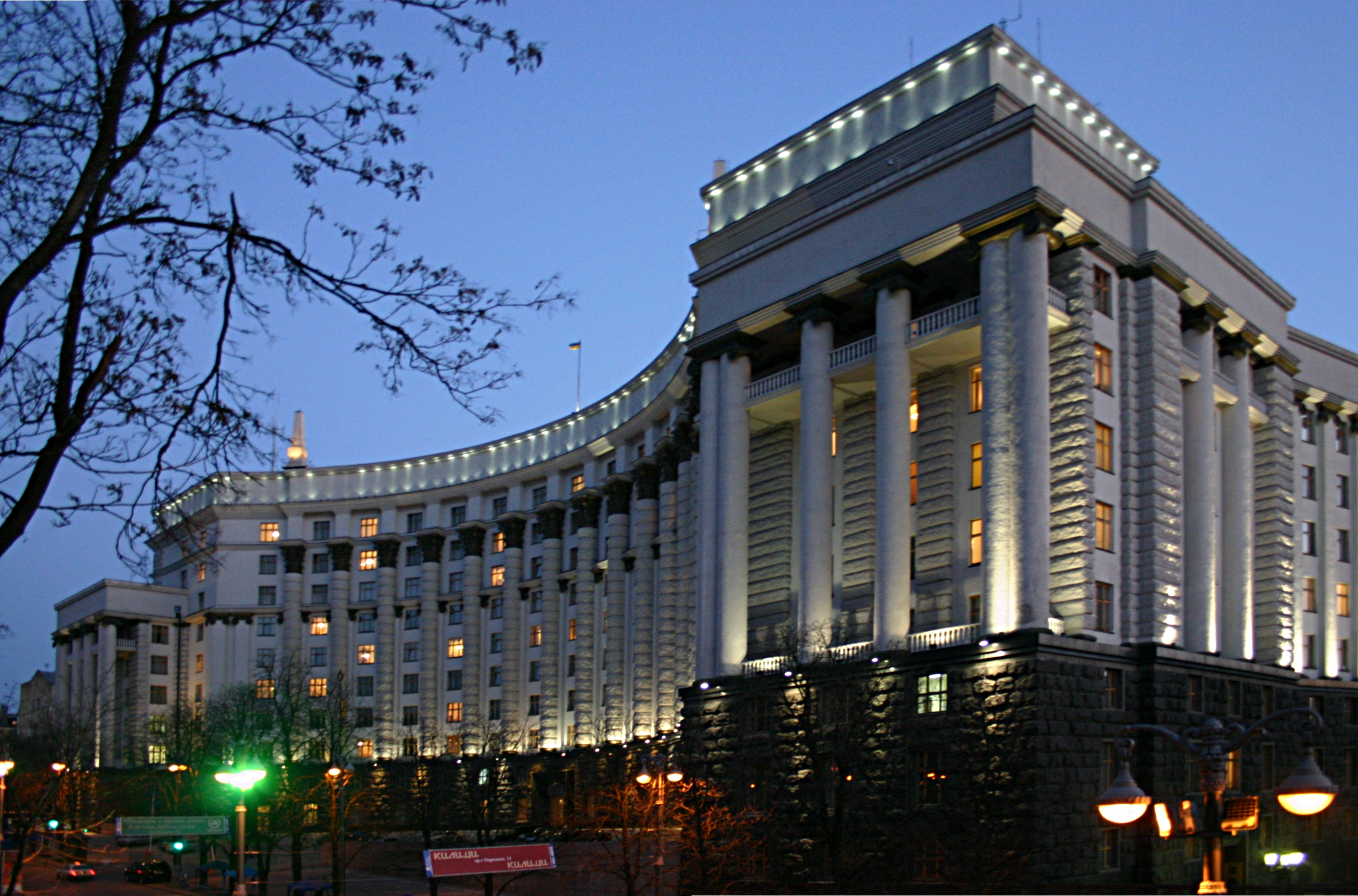
Bâtiment regroupant les différents ministères d'Ukraine

## Proches politiques de Tymochenko concernés par des enquêtes criminelles dès 2010
Les persécutions politiques en Ukraine sont activement discutées dans les médias ukrainiens, d'Europe, de Russie et des États-Unis,,,.
À partir de mai 2010, une série d'enquêtes à l'encontre de Ioulia Tymochenko et ses partisans politiques sont ouvertes.
Le 27 décembre 2010, l'intelligentsia ukrainienne adresse une lettre ouverte au président, dans laquelle elle affirme s'opposer à la domination d'un seul parti. Ivan Dziouba, Levko Loukyanenko, Iouri Chtcherbak, Maria Matios et Iouri Androukhovytch demandent au président de mettre fin « à la répression politique de la cheffe de Batkivchthyna, I. Tymochenko ». L'intelligentsia semble alors craindre de voir se reproduire les événements du XXe siècle.
Jusqu'au 27 décembre 2010, 18 enquêtes à l'encontre des hauts fonctionnaires du gouvernement précédent sont ouvertes, et neuf d'entre eux sont arrêtés. « La BBC suppose que l'objectif est d'obtenir des informations sur I. Tymochenko ».
En octobre 2011, plus d'une dizaine de ministres du gouvernement de Tymochenko sont arrêtés : la moitié d'entre eux sont placés en maison d'arrêt pour une durée de 8 à 12 mois. On les accuse majoritairement d'abus de fonction. Les personnes incarcérées :
1) L'ancienne Première ministre Ioulia Tymochenko.

2) L'ancien Ministre des Affaires intérieures Iouri Loutsenko,,. Sur le site officiel « France Diplomatie » (28 février 2012) :
« La France déplore la condamnation à 4 années de prison, à la confiscation de ses biens, à trois années d'inéligibilité et à une lourde amende l'ancien ministre de l'Intérieur ukrainien, Iouri Loutsenko… La conclusion de ce nouveau procès fortement politisé, à quelques mois des élections législatives, est très préoccupante ».
3) L'ancien Ministre de la Défense Valeri Ivachtchenko,,. Le 14 janvier 2013, Valeri Ivachtchenko obtient l'asile politique au Danemark.
4) L'ancien Ministre de l'Économie, Bogdan Danylychyn,.
5) L'ancien Ministre des Ressources naturelles, Fylyptchouk.
6) L'ancien Vice-ministre de la Justice Korniytchouk,.
7-8) L'ancien Chef du Service douanier d'Ukraine, Makarenko et l'ancien chef de la Douane régionale, Chepitko,.
9-10) L'ancien Chef des services du Trésor public d'Ukraine, Sliouz, et l'ancien vice-chef Grytsoun.
11-12) Le vice-président de Naftogaz (le monopole d'État en commerce du pétrole et du gaz), Igor Didenko, et l'assistante du chef comptable de Naftogaz Maria Kouchnir,.
13) L'ancien Ministre du Développement régional (et ancien maire de Lviv), Kouybida.
14) Le Gouverneur (chef de la fonction publique) de l'oblast de Dnipropetrovsk et ex-ministre des Transports et Communications, Bondar.
15) Le Gouverneur de la région de Kharkiv, Arsen Avakov, obligé de se réfugier durant une année en Italie, où l'asile politique lui est accordé. Il revient en Ukraine après avoir été élu député à la Rada d'Ukraine.
16-18) Quelques fonctionnaires, en particulier le vice-Premier ministre, Tourtchynov, subissent des interrogatoires à plusieurs reprises afin d'ouvrir des enquêtes criminelles, qui ne seront jamais ouvertes. Anatoli Semynoga, chef de l'organisation BIouT, le parti d'Ioulia Tymochenko à Kiev et Pavlo Movtchan, le chef de l'association « Prosvita », quittent BIouT sous la pression d'enquêtes criminelles ouvertes contre leurs parents.
19-26) Des enquêtes criminelles sont ouvertes contre les activistes qui protestaient contre le Code Fiscal sur la place Maïdan en 2010,. Ces protestations sont organisées par de petites entreprises en étroite coopération avec BIouT. À la fin de 2010 et au début de 2011, huit représentants du mouvement des entrepreneurs « Spilna sprava » sont emprisonnés,,,,.
27-31) Le 12 octobre 2011, le parquet général d'Ukraine déclare son intention de rouvrir les enquêtes criminelles (qui ont été fermées en 2003–2005) contre Oleksandr Tymochenko, son père Gennady Tymochenko, et les collaborateurs de la corporation « Systèmes énergétiques unis d'Ukraine » Evgen Chago, Antonina Boljura, Lidia Sokoltchenko dans l'affaire de la livraison des matériaux de construction en Russie par « Systèmes énergétiques unis d'Ukraine » en 1996–1997.
32) En novembre 2012 le parquet général d'Ukraine débute plusieurs enquêtes criminelles contre l'ex-député de BIouT Andri Chkil (Chkil était le chef de l'UNA-UNSO et a organisé les protestations pendant l'action « Ukraine sans Koutchma » en mars 2001). En décembre 2012 Chkil fuit en République tchèque.
33-35) Des enquêtes criminelles sont ouvertes contre quelques représentants du parti Batkivchtchyna, candidats à la mairie[Où ?] aux élections locales de 2010. Après ces élections, les maires des villes de Zaporijjia, Krementchouk, Novomoskovsk ainsi que ceux qui étaient élus de Batkivchtchyna subissent des pressions. Ils doivent alors quitter le parti et se déclarer « sans étiquette ».

## Réactions de la Russie
Le Président et le Premier ministre de la Russie font une série de demandes concernant « le cas politiquement motivé contre Ioulia Tymochenko ». Le 11 octobre 2011, le ministère des Affaires étrangères de la Russie déclare : 
« On ne peut pas négliger le fait que les pouvoirs de plusieurs États et l'opinion publique mondiale perçoivent tout ce procès judiciaire comme initié pour motifs politiques ».
Le directeur de la filiale ukrainienne de l'Institut de la Communauté des États indépendants (l'Institut public russe d’études des problèmes de la CEI), Vladimir Kornilov, écrit : 
« Si Kiev continue à ignorer l'opinion de l'Union européenne, de la Russie et des États-Unis sur l'affaire contre Ioulia Tymochenko, Bruxelles pourrait considérer l'Ukraine comme une autre Biélorussie »,.

## Réactions de l'Union européenne et des États-Unis sur les affaires criminelles contre les proches politiques de Tymochenko
Le 13 janvier 2011, la République Tchèque accorde l'asile politique à l'ex-ministre de l'Économie Bogdan Danylychyn,.

Le 22 juin 2010, à la veille de l'introduction de l'enquête sur Tymochenko, l'ambassadeur du Royaume-Uni en Ukraine, Leigh Turner, accorde une interview au journal Le Jour, où il met en garde les autorités ukrainiennes au sujet des poursuites entamées contre l'opposition :
« Nous suivons attentivement le développement des enquêtes criminelles, ouvertes contre les anciens fonctionnaires du gouvernement… Nous sommes préoccupés par les suppositions des possibles motifs politiques de ces affaires… Pour le moment nous avons nettement expliqué aux représentants du pouvoir ukrainien que n'importe quelle allusion sur la sélectivité et la disproportion de l'application d'influence juridique peut nuire la réputation internationale de l'Ukraine pour une longue période ».

### Jugements après l'arrestation de Tymochenko (après le 11 octobre 2011)
Le 11 octobre 2011 (jour de la prononciation d'une condamnation contre Ioulia Tymochenko), l'administration Obama appelle à « libérer Tymochenko, les autres dirigeants politiques et les anciens fonctionnaires du gouvernement ». Le 13 octobre 2011, le coprésident du Groupe du soutien d'Ukraine au Congrès des États-Unis, Marcy Kaptur enregistre le projet de la résolution sur « la poursuite du chef d'opposition Ioulia Tymochenko et ses proches politiques ».

### Six Résolutions du Parlement européen sur l'Ukraine (2010–2012): les cas d'Ioulia Tymochenko et d'autres membres du gouvernement précédent
Au fil des années 2010–2012, le Parlement européen adopte six,,,,, résolutions sur les poursuites judiciaires du gouvernement de Tymochenko et de ses proches politiques.

Le 9 juin 2011, le Parlement européen adopte une résolution sur l'Ukraine, les cas d'Ioulia Tymochenko et d'autres membres du gouvernement précédent 
« Le Parlement européen, vu ses résolutions antérieures sur l'Ukraine, notamment celle du 25 novembre 2010[...], vu la déclaration du 24 mai 2011 de son président sur la détention d'Ioulia Tymochenko ; vu la déclaration du 26 mai 2011 du porte-parole de Catherine Ashton, haute représentante de l'Union, sur le cas d'Ioulia Tymochenko ; vu la déclaration du 24 mars 2011 du commissaire Štefan Füle après son entretien avec Ioulia Tymochenko :
1. met en garde contre toute utilisation du droit pénal comme outil pour atteindre des objectifs politiques ;
2. est préoccupé par l'augmentation des poursuites sélectives contre des figures de l'opposition politique en Ukraine, ainsi que par la disproportion des mesures appliquées, en particulier dans le cas de Mme Tymochenko et M. Loutsenko, ancien ministre de l'Intérieur ; constate que M. Loutsenko est détenu depuis le 26 décembre 2010 ».

Le 25 octobre 2011, le Parlement européen adopte la résolution sur l'Ukraine (la troisième de l'année) à la majorité absolue : 
« Considérant qu'un nombre croissant de fonctionnaires sont tenus pénalement responsables de leurs actes, y compris des ministres du gouvernement précédent, mais aussi, principalement, des chefs (adjoints) de service d'administration ou d'inspection, des responsables de sous-unités des services répressifs, des juges de tribunaux de grande instance et des dirigeants de collectivités territoriales. » 

« Le Parlement européen déplore la sentence rendue contre l'ancienne Première ministre, Ioulia Tymochenko » (paragraphe 2 de la Résolution), « insiste pour que toutes les procédures judiciaires à l'encontre de hauts dirigeants du gouvernement, ancien ou actuel, soient menées selon les normes européennes (paragraphe 6 de la Résolution) »,.

### Résolutions de l'APCE et de l'OSCE
Le 26 janvier 2012, l'Assemblée parlementaire du Conseil de l'Europe adopte une résolution sur « le fonctionnement des institutions démocratiques en Ukraine »,. La résolution indique la nature politique des poursuites pénales contre Ioulia Tymochenko et les ministres de son gouvernement (y compris Iouri Loutsenko, Valeri Ivachtchenko, Bogdan Danylychyn, Gueorgy Fylyptchouk, Anatoli Makarenko, Evgen Korniytchouk) :
« 2. L'Assemblée exprime son inquiétude face aux poursuites pénales engagées aux termes des articles 364 (abus d'autorité) et 365 (outrepassement d'autorité ou de fonction) du Code pénal ukrainien contre certains membres de l'ancien gouvernement, notamment M. Iouri Loutsenko, ancien ministre de l'Intérieur, M. Valeri Ivachtchenko, ancien ministre de la Défense par intérim, et M. Evguen Kornitchouk, ancien premier vice-ministre de la Justice, ainsi que Mme Ioulia Timochenko, ancien Premier ministre »,.

### Jugements des États-Unis
Le 30 décembre 2010, Département d'État américain a informé le gouvernement ukrainien sur son inquiétude au sujet des poursuites intentées à l'encontre de l'équipe de Tymochenko, en soulignant que « la poursuite ne doit pas être sélective ou politiquement motivée »,.
Le 24 juin 2011, le département d'État américain déclare que le jugement sur Tymochenko est un procès politiquement motivé contre la représentation de l'opposition.

## Affaire contre l'ex-ministre de l'Économie Bogdan Danylychyn
Le 5 août 2010, Bohdan Danylychyn partpour l'Allemagne.
Le 12 août 2010, le Parquet général d'Ukraine ouvre une enquête criminelle, conformément à l'article 364 paragraphe 2 du Code pénal, qui concerne l'abus de pouvoir ou de position de service, contre Bogdan Danylychyn, l'ancienministre de l'Économie (2007–2010) du gouvernement de Tymochenko II. Danylychyn était annoncé à la recherche criminelle internationale. Le 18 octobre 2010, Danylychyn se à l'ambassade ukrainienne en République tchèque, à Prague, où son avocat plaide la réconciliation, mais à la demande d'Interpol, Danylychyn est arrêté après la rencontre par la police tchèque,.
Après son arrestation, Danylychyn adress à la République tchèque une demande d'asile politique, et l'obtient le 12 janvier 2011.

Emblème du ministère de la Défense d'Ukraine

## Affaire contre l'ex-ministre de la Défense Ivachtchenko
Le 24 août 2010, Valeri Ivachtchenko, ancien ministre de la Défense par intérim, est arrêté. Il est accusé de la prise de décision illégale sur la réalisation du bien « d'Usine des bateaux et des mecaniques de Feodosia »,.
Le 20 juin 2011, Ivachtchenko annonce entamer une grève de la faim en signe de protestation contre son emprisonnement, mais à cause de l'aggravation rude de sa santé il est obligé d'y mettre fin le 25 juin,.
Le 14 janvier 2013, Valeri Ivachtchenko obtient l'asile politique au Danemark.

## Affaire contre l'ex-ministre de l'Environnement Gueorgy Fylyptchouk
Le 14 décembre 2010, l'ancien ministre de l'Environnement et de la Protection de la nature d'Ukraine, Gueorgy Fylyptchouk, est arrêté.
Le 8 avril 2011, le Parquet Général déclare que Gueorgy Fylyptchouk a été libéré, « du fait de la fin de l'étude des documents de l'enquête ».

## Affaire contre l'ex-ministre du Développement régional et de la Construction d'Ukraine Vasyl Kouybida
En juin 2010, une enquête pénale est ouverte contre Vasyl Kouybida, ministre du Développement régional et de la Construction du gouvernement de Tymochenko en 2007–2010, maire de Lviv en 1994–2002, docteur ès sciences de gestion publique. Le Service de Sécurité d'Ukraine l'a accusé d'avoir nommé sans concours le chef du Contrôle public sur un chantier de la région de Rivne. Le procès s'ouvre en août 2010, puis est reporté à plusieurs reprises, jursqu'en décembre.
Kouybida a déclaré que selon la loi, si la candidature au poste du chef du Contrôle public sur le chantier est affirmée par le ministre en coordination avec le gouverneur, une concertation n'était pas nécessaire. L'ex-gouverneur de la région de Rivne, Victor Mattchouk a confirmé les dépositions de Kouybida.
Le 13 décembre 2010, l'enquête est fermée par une décision du Tribunal d'arrondissement Chevtchenkivsky de Kiev. Le procureur est contre la clôture de l'affaire, mais le 14 janvier 2011 la Cour d'appel de Kiev confirme la décision.

Vasyl Kouybida affirme que cette enquête pénale a été ouverte contre lui pour dissuader sa candidature au mandat de maire de Lviv :
« On a commencé à m'attaquer après que j'ai consulté à propos de mon ballottement possible au poste du maire de Lviv. J'étais obligé de passer la plupart du temps à Kiev, c'est pourquoi j'ai dû oublier les élections. C'est-à-dire, ils ont atteint leur but et je ne me suis pas présenté aux élections du maire ».
Les élections locales en Ukraine se sont déroulées le 31 octobre 2010, l'affaire Kouybida était donc bientôt close. Il faut mentionner qu'avant les élections locales en Ukraine, des affaires criminelles étaient régulièrement ouvertes contre les maires de quelques villes.

## Affaire contre l'ancien vice-ministre de la Justice Korniytchouk
Le 22 décembre 2010, le Parquet Général arrête l'ancien vice-ministre de la Justice du gouvernement de Tymochenko ,Evgen Korniytchouk,, qui se trouve être le beau-frère du président de la Cour suprême d'Ukraine, Vasyl Onopenko. Korniytchouk est le jour de la naissance de son enfant, qui a par ailleurs été placé en réanimation pendant deux jours. Après la rencontre de Vasyl Onopenko avec le Président Ianoukovytch, il est remis en liberté, sous contrôle judiciaire, durant quelques semaines.
Le 15 février 2011, la mesure de sûreté est changée en liberté sous contrôle judiciaire.

## Affaire contre Victor Bondar, l'ex-gouverneur de la région de Dnipropetrovsk
Le 24 décembre 2010, le Parquet Général arrête l'ex-ministre du Transport et l'ex-gouverneur de la région de Dnipropetrovsk, Victor Bondar. Il s'était joint à l'équipe de la Première ministre Tymochenko dans les derniers mois avant les élections présidentielles de 2010. Toutefois, son soutien en tant que gouverneur d'une des régions d'Ukraine avait été primordial pour Tymochenko pendant lesdites élections.
L'enquête pénale sur son travail au poste du ministre du Transport par intérim est ouverte en 2006, alors qu'il était dans le gouvernement d'Ekhanourov. Le sujet du contentieux est le licenciement du ministre du Transport Tchervonenko, et la construction de la gare routière « Teremki » à Kiev. Le montant de l'infraction est estimé de 5 millions de grivnas (près de 950 000 dollars). Il est accusé en vertu de l'article 27 paragraphe 5, de l'article 194 paragraphe 2, et de l'article 353 du Code pénal d'Ukraine, pour « aide à la destruction intentionnelle du bien d'autrui, qui a causé le dommage patrimonial de grands montants parallèlement aux actes d'autorité s'apropriés ».

## Affaire contre Igor Didenko et Anatoli Makarenko

Emblème du ministère des Combustibles et de l'Énergie d'Ukraine

Le 23 juin 2010, la police ukrainienne arrête l'ex-chef du Service douanier d'Ukraine, Anatoli Makarenko. Le 8 juillet 2010 est arrêté l'ancien vice-chef de Naftogaz Igor Didenko.

Le 22 juillet 2010, le substitut général Victor Pchonka, qui est devenu le procureur général pour six mois informe : 
« Le 21 juillet 2010, on a emprisonné Taras Chepitko, vice-chef de la Douane énergétique régionale. »
Pchonka a souligné que la décision de la Cour de Stockholm n'est pas la raison de l'ouverture d'une enquête pénale.
Tous les trois sont accusés d'avoir dédouané et accepté 11 milliards de mètres cubes du gaz de Gazprom sur la balance de la compagnie Naftogaz, en exécutant l'accord intergouvernemental du 19 janvier 2009 entre l'Ukraine et la Russie pour dépasser la crise du gaz de 2009. D'abord, le gaz était destiné à la compagnie suisse RosUkrEnergo, mais elle ne l'a pas payé. Cette dette de 1.7 milliard de dollars du RosUkrEnergo est la raison pour laquelle la Russie a cessé la distribution du gaz pour l'Ukraine et l'Europe durant vingt jours, en janvier 2009.

### Affaire contre Taras Chepitko en mars 2009
Le 2 mars 2009, le Service de sécurité d'Ukraine, sous la direction du chef Nalyvaytchenko et du vice-chef Khorochkovski, a ouvert une enquête pénale sur l'occupation de 6,3 milliards de mètres carrés du gaz naturel transitaire sur la somme plus de 7,4 milliards de grivnas (presque 1 milliard de dollars) par Naftogaz. Dans le cadre de cette affaire, le vice-chef de la Douane énergétique régionale Taras Chepitko est arrêté. Pourtant, le président du Conseil d'administration de Naftogaz par intérim, Igor Didenko, fait appel au tribunal d'arrondissement Chevtchenkivsky de Kiev contre l'ouverture de cette enquête pénale. Le 24 mars 2009, le tribunal déclare illégales certaines actions du Service de sécurité d'Ukraine, et supprime la décision de ce dernier sur l'ouverture d'une enquête. Chepitko est donc libéré de maison d'arrêt.

### Maria Kouchnir, l'assistant du chef-comptable de Naftogaz
Maria Kouchnir est la quatrième accusée dans l'affaire de gaz de RosUkrEnergo.

Le 23 juillet 2010, le Service de sécurité d'Ukraine ouvre une enquête pénale contre l'assistante du chef comptable de Naftogaz, Maria Kouchnir. Le 26 juillet 2010, le Tribunal de l'arrondissement de Petchersk de Kiev sanctionne l'arrestation de Kouchnir. Le chef du Service de sécurité d'Ukraine, Valeri Khorochkovski, affirme que Kouchnir a été embauchée à Naftogaz Ukraine spécialement pour la procédure de dédouanement du gaz de RosUkrEnergo : 
« Sa fonction était seulement de mettre la signature nécessaire. C’était elle qui a donné des instructions pour mettre le gaz sur la balance de Naftogaz et qui a signé le document primaire. »
Kouchnir est initialement incriminée sur la base de l'article 367, paragraphe 2 du Code pénal d'Ukraine, concernant la négligence au travail ayant entraîné les conséquences graves, et qui prévoit une peine maximale d'emprisonnement de trois ans. Mais, le 9 septembre 2010, une affaire criminelle est finalement ouverte conformément à l'article 364, paragraphe 2 du Code pénal d'Ukraine, qui concerne l'abus de pouvoir ou de fonction, entraînant les conséquences graves.
Le 10 septembre 2010, Kouchnir est arrêtée avec l'aide des services de l'ordre de Russie, dans la région de Volgograd en Russie, et est extradée en Ukraine après un mois. Jusqu'en octobre 2011, Maria Kouchnir est incarcérée en maison d'arrêt, et il n'y a aucune article de presse ne donne de suites informationnelles sur le déroulement de son affaire.

### Chronologie des événements à la Cour d'arbitrage de Stockholm concernant la demande de RosUkrEnergo
La première plainte de RosUkrEnergo contre Naftogaz Ukraine est déposée à la Cour d'arbitrage de Stockholm en avril 2008, et en janvier 2009 RosUkrEnergo dépose encore trois plaintes. Naftogaz demande alors quatre reconventions contre RosUkrEnergo. Toutes les plaintes ont été unies dans une seule affaire,.
Le 2 avril 2010, la Cour d'arbitrage de Stockholm rend une décision intermédiaire sur les exigences de RosUkrEnergo envers Naftogaz Ukraine, en engageant Naftogaz à rendre 197 millions de dollars, sur les 2 milliards réclamés.
Le 8 juin 2010, la Cour d'arbitrage de Stockholm rend une décision fondée sur un contrat de règlement de contententieux, selon lequel Naftogaz Ukraine accepte toutes les réclamations de RosUkrEnergo. Selon la décision de la Cour, Naftogaz Ukraine doit rendre à RosUkrEnergo « 11 milliards de mètres cubes du gaz plus 10 % de la compensation »,.
Au mois du janvier 2009, ces 11 milliards de mètres cubes du gaz russe étaient destinés à RosUkrEnergo, mais l'entreprise ne les a pas payé. C'est pourquoi, en 2009 :
- Naftogaz rembourse la dette de RosUkrEnergo à Gazprom d'un montant de 1.7 milliard de dollars[30], et Gazprom a transmet à Naftogaz 11 milliards de mètres cubes du gaz en échange (c'est-à-dire au prix de 156 dollars pour 1 000 m3)[59].
- RosUkrEnergo est exclu du schéma de livraison du gaz en Ukraine et hors ses frontières. L'accord de livraison du gaz est conclu par les compagnies Naftogaz et Gazprom. Vers le mois d'avril 2010, Gazprom possède 50 % des actions de RosUkrEnergo.

De novembre 2010 à avril 2011, Naftogaz transmet 12,1 milliards de mètres cubes du gaz (11 milliards de mètres cubes plus 10 % de compensation) à la compagnie suisse RosUkrEnergo, et RosUkrEnergo paie 1,7 milliard de dollars à Naftogaz. Le coût total du gaz transmis en 2011 est près de 5,4 milliards dollars (avec le prix de 490 dollars pour 1 000 m3 en Union européenne).
Le point de vue de Firtach sur ce sujet est exposé dans son interview à la revue Fokous.

### Libération de Makarenko et Chepitko après une année dans la maison d'arrêt
Le 5 juillet 2011, Makarenko et Chepitko sont soudainement libérés de maison d'arrêt, bien qu'ils restent poursuivis et assignés à résidence. La presse établit alors un lien entre la libération de Makarenko et une rencontre du Premier ministre de la Russie,Poutine, et du Président Ianoukovytch, le 6 juillet 2011 en Crimée. A l'été 2010, les chefs des flottes russes qui connaissaient Makarenko depuis son service maritime en Russie, se sont adressés à V. Poutine et V. Ianoukovytch pour demander sa libération. Poutine soutient leur demande dans son discours pour le Jour de la marine militaire de Russie en 2010.
À la suite de la libération de Makarenko, la presse ukrainienne divulgue « des fuites d'information des députés de différentes factions de la Verkhovna Rada », selon lesquelles la Russie a conseillé à l'Ukraine « de cesser la poursuite de Tymochenko ». Lors de la conférence de presse faisant suite aux négociations de Poutine et Azarov le 7 juillet 2011 à Moscou, le Premier ministre Poutine déclare que la Russie est contre la révision de « l'accord de gaz du 19 janvier 2009 », et que la critique de cet accord du côté du gouvernement d'Ukraine a « la composante politique, l'envie de prouver que les prédécesseurs faisaient tout mal ».

## Chefs des services du Trésor public d'Ukraine: Tetiana Sliouz et Tetiana Grytsoun

### Tetiana Sliouz
Le 24 décembre 2010, un avis de recherche est émis contre Tetiana Iaroslavivna Sliouz, l'ancien chef des services du Trésor public d'Ukraine. On lui reproche sa participation dans l'affaire liée avec « le traitement de Kyoto ». Le Parquet Général affirme que Sliouz se trouve à l'étranger.

### Tetiana Grytsoun, l'ancien premier vice-chef des services du Trésor public
Le 19 juillet 2010, l'ancien premier vice-chef des services du Trésor public d'Ukraine, Tetiana Grytsoun, est arrêté. Le 22 juillet 2010, le tribunal d'arrondissement Petchersky prononce la sanction de son arrestation. Il est alors accusé d'abus de pouvoir ou de fonction entraînant les conséquences graves, conformément à l'article 364, paragraphe 2, du Code pénal d'Ukraine qui prévoit pour cette infraction un emprisonnement de 3 à 6 ans.
De septembre 2009 à avril 2010, Grytsoun donne pour instruction de ne pas verser 800 millions de grivnas de garantie aux entreprises candidates pour la privatisation d'Usine portuaire d'Odessa, donc les compagnies Nortima et Frounzé-flora. Ces dernières reçu la pénalité plus de 2 millions de grivnas (près de 190 000 euros). On accuse Grytsoun d'empêcher le retour des moyens au mépris de « l'ordre de paiement du Fonds des biens nationaux d'Ukraine ».
Au mois d'octobre 2011, Tetiana Grytsoun est placé en maison d'arrêt.
L'affaire de l'Usine portuaire d'Odessa est la suivante :
- La Première ministre Tymochenko cherche à compléter le budget d'État 2009, dans une situation de crise, par la privatisation de l'entreprise stratégique Usine portuaire d'Odessa. Parallèlement l'Ukraine se prépare aux élections présidentielles. Le Président Iouchtchenko étant en concurrence avec Tymochenko, il décrète l'interdiction de cette privatisation[27]. Ce décret pousse les investisseurs les plus forts à ne pas se présenter pour le rachat, et trois sociétés seulement ont adressé une requête. Pendant la durée de l'appel d'offre, le prix reste pratiquement à son niveau le plus bas[63]. La société Nortima d'Igor Kolomojskyj remporte l'appel d'offre, mais Tymochenko déclare que l'usine ne sera pas vendue, puisque les participants ont effectué une collusion en vue d'un achat au prix minimal. En réponse, Kolomojskyj promet de porter plainte. Tymochenko stoppe alors immédiatement le retour du dépôt de garantie de Nortima et de Frounzé-flora, alors que le troisième participant de l'appel d'offre, la compagnie russe Azote-service, qui présentait les intérêts de Gazprom, l'a reçu dans les plus brefs délais. Tymochenko annonce alors que le budget de l'Etat est trop déséquilibré pour un reversement immédiat des dépôts de garantie dans leur intégralité, mais qu'ils seront rendus après la privatisation de l'usine portuaire d'Odessa[27].

## Affaire contre l'ex-ministre de l'Intérieur Iouri Loutsenko

Emblème du ministère des Affaires intérieures d'Ukraine

Le 26 décembre 2010, l'ex-ministre de l'Intérieur, Iouri Loutsenko, est arrêté. Trois enquêtes pénales sont ouvertes contre lui,,:
- Sur la pension de retraite sous-dimensionnée versée à son chauffeur (près de 100 euros par mois puis 2 500 euros pendant le départ à la retraite).
- Sur la dépense des ressources budgétaires, dans le cadre de la célébration du Jour de la milice dans le Palais « Ukraine », en 2008–2009 : en tout, il a été dépensé près de 600 000 grivnas (près de 60 000 euros).
- Sur le prolongement illégal de l'enquête sur l'empoisonnement d'Iouchtchenko, conformément à l'article 364, paragraphe 3, du Code pénal, qui concerne « l'abus de fonction fait par l'agent des services de répression ».

### Grève de la faim d'Iouri Loutsenko: 30 jours et25kgdu poids
En protestation de son arrestation illégale, le 23 avril 2011, Iouri Loutsenko entame une grève de la faim. Le 28 avril, il écrit une lettre à la direction de la maison d'arrêt, « sur le refus volontaire de la nourriture ». Jusqu'au 10 mai, il perd 19,5 kg, et il est transporté à l'unité médical de la maison d'arrêt de Loukianivka, du fait de l'aggravation de son état de santé. Le même jour, Loutsenko est hospitalisé à Kiev, rue Bratislavska. Le 19 mai, il est mis sous perfusion de glycose et alimentation entérale, du fait de son état de santé. L'audience criminelle relative à la décision de mesure de sûreté et de sortie de prise de Loutsenko se déroule le 23 mai 2011. Loutsenko cesse sa grève de la faim le lendemain, après 30 jours et ayant perdu près de 25 kg. À ce sujet, il dit :
« Je trouve inutile de continuer la grève de la faim. Je l'ai commencée pour prouver qu'on n'a pas de ministère public en Ukraine. Par l'audience d'aujourd'hui, j'ai prouvé qu'on n'a pas de de justice, mais pour changer ça il me faut avoir de la santé ».

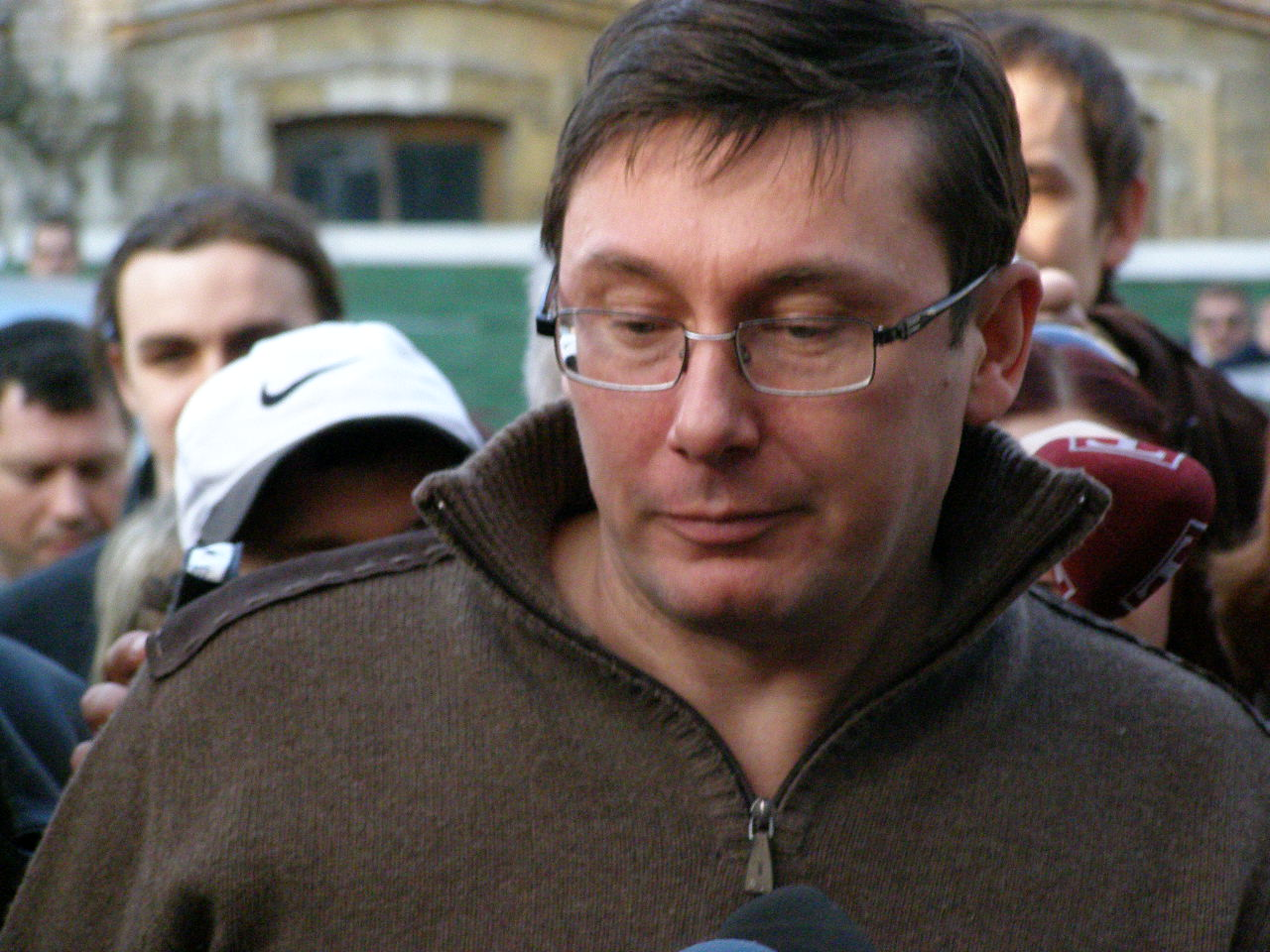
Iouri Loutsenko à l'opposition (20 mars 2007), sept mois avant les élections à la Verkhovna Rada.

Après la grève de la faim, son état de santé s'aggrave. Au mois de janvier 2013, Iouri Loutsenko subit une opération de l‘intestin.

### Lettres de la prison
Pendant sa détention et jusqu'à juin 2011, Loutsenko écrit six « Lettres de la prison », portant sur des sujets de politique actuelle.

### Jugement de l'Europe sur l'emprisonnement de Loutsenko
Le 29 juin 2011, l'ex-chef du Bureau de la Sécurité nationale de Pologne et président de la Commission de coopération parlementaire UE-Ukraine, Marek Siwiec, s'adresse officiellement aux autorités d'Ukraine, pour leur adresser une demande de libération pour Loutsenko, sous sa garantie personnelle :
« J'ai décidé de m'adresser aux organes judiciaires plénipotentiaires d'Ukraine avec la demande d'examiner ma garantie personnelle pour la libération de Loutsenko et pour sa possibilité de paraître en justice. » 
Siwiec rappelle aussi dans ce discours la résolution du Parlement européen qui constate l'augmentation des cas des poursuites judiciaires de l'ancien gouvernement et de l'opposition".
Le 3 juillet 2012, la Cour européenne des droits de l'homme déclare l'arrestation de Loutsenko illégale et politiquement motivée.

## Protestations contre le Code Fiscal sur Maidan Nezalejnosti en 2010

### Développement des protestations sur Maidan Nezalejnosti en 2010
En automne 2010, l'Ukraine connaît des protestations réitérées, organisées par les représentants des petites et moyennes entreprises, qui contestent une série de « réformes oligarchiques » du gouvernement d'Ianoukovytch, sur la réduction des standards sociaux,,, :
- Les nouveaux Code des pensions civiles et militaires de retraite et Code du travail aggraveraient la vie des masses populaires[69],[70].
- Le nouveau Code Fiscal prévoit une forte augmentation des impôts pour les petites entreprises, qui se servaient auparavant du « système simplifié de l'imposition ». Les moyennes entreprises sont aussi touchées. Par voie d'introduction d'impôt supplémentaire, il était interdit aux personnes physiques employeurs d'accorder les services aux personnes civiles ; le Code permettait « le contrôle du logement d'employeur par l'Administration fiscale sans sanction d'accusateur public »[71].

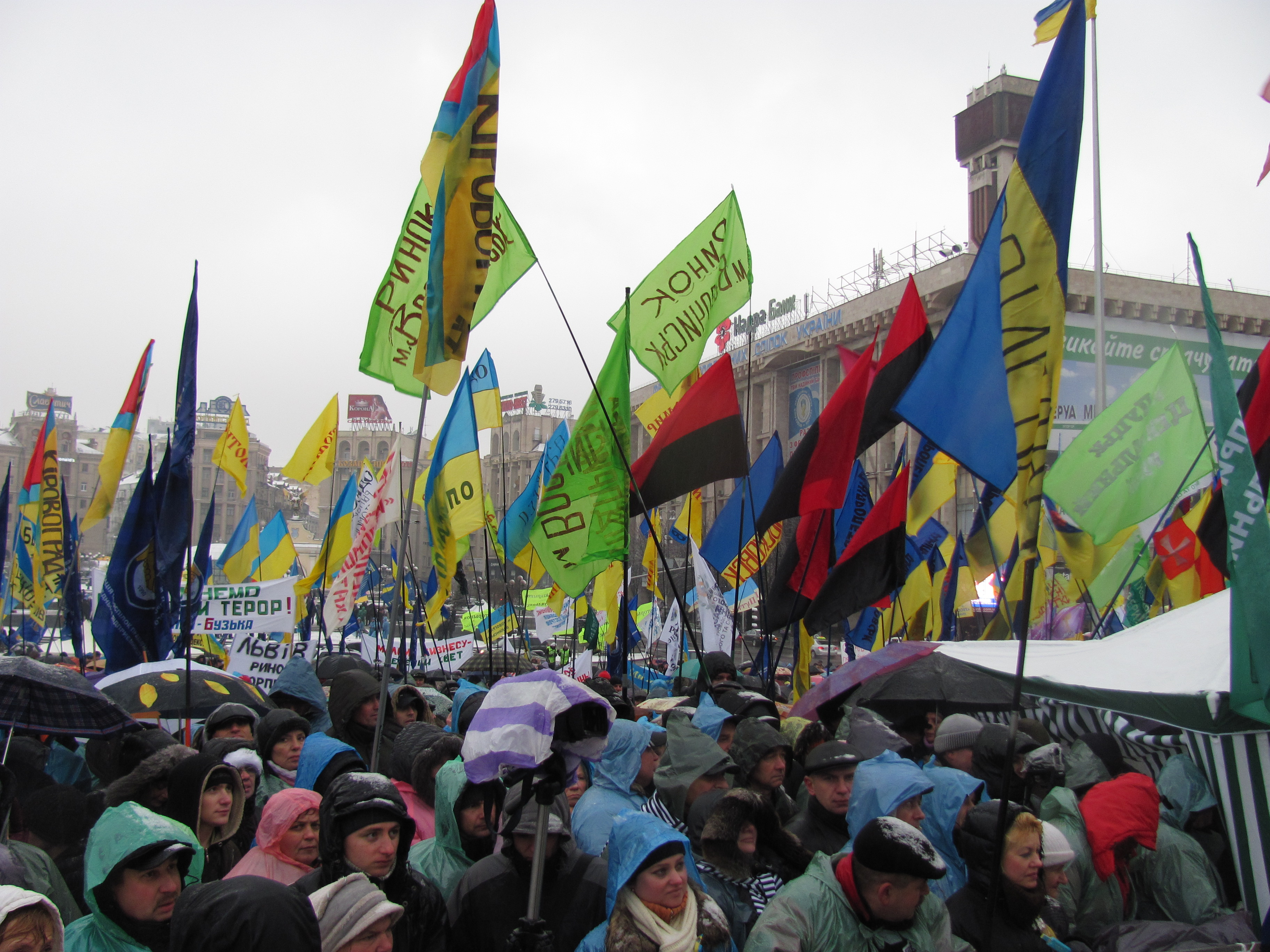
Protestations contre le Code fiscal sur Maidan Nezalejnosti. Kiev, 29 novembre 2010
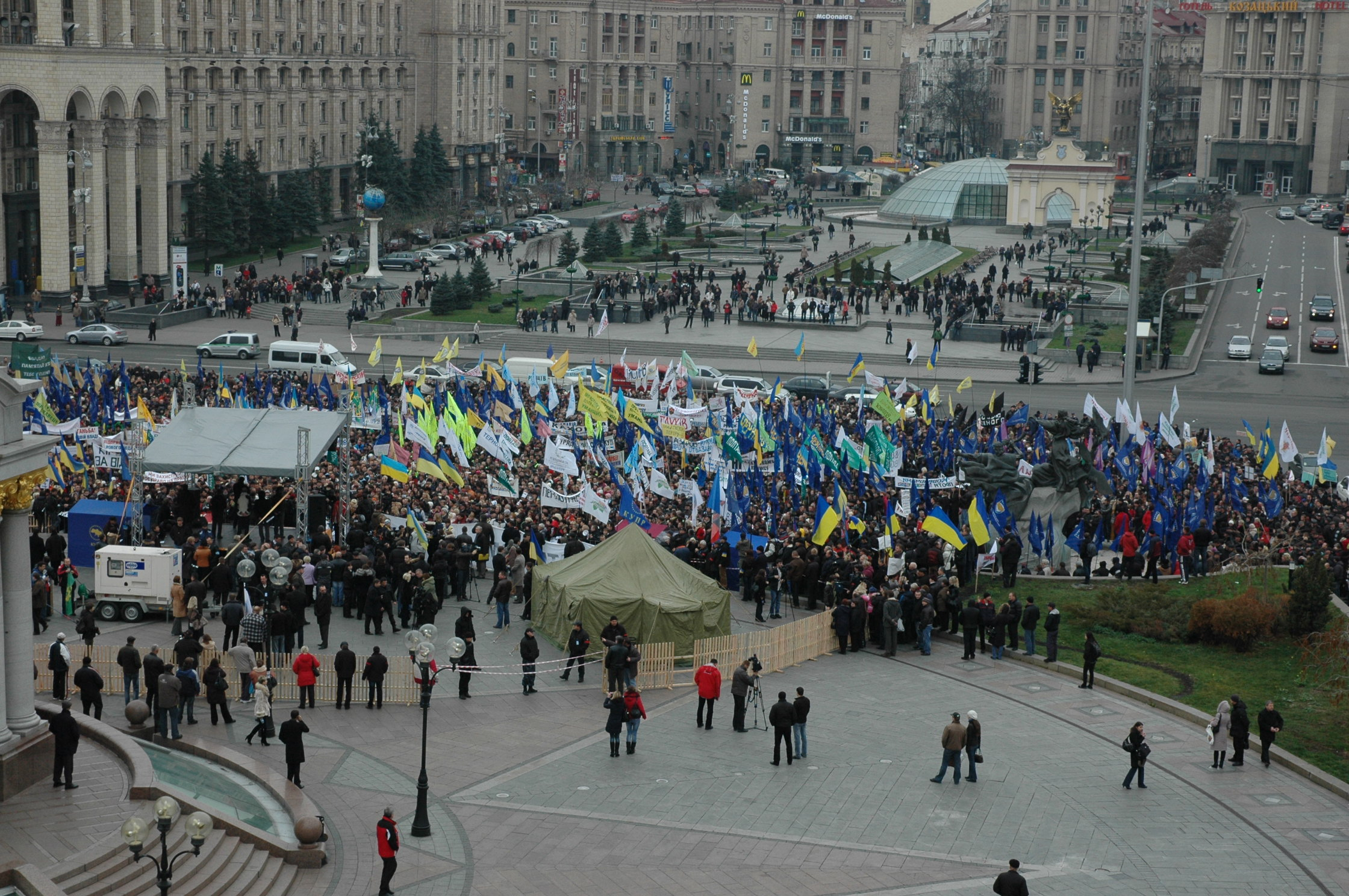
Protestations contre le Code fiscal (le peuple évince la milice de Maidan, en scandant « Honte » et « La milice avec le peuple »). Kiev, 29 novembre 2010
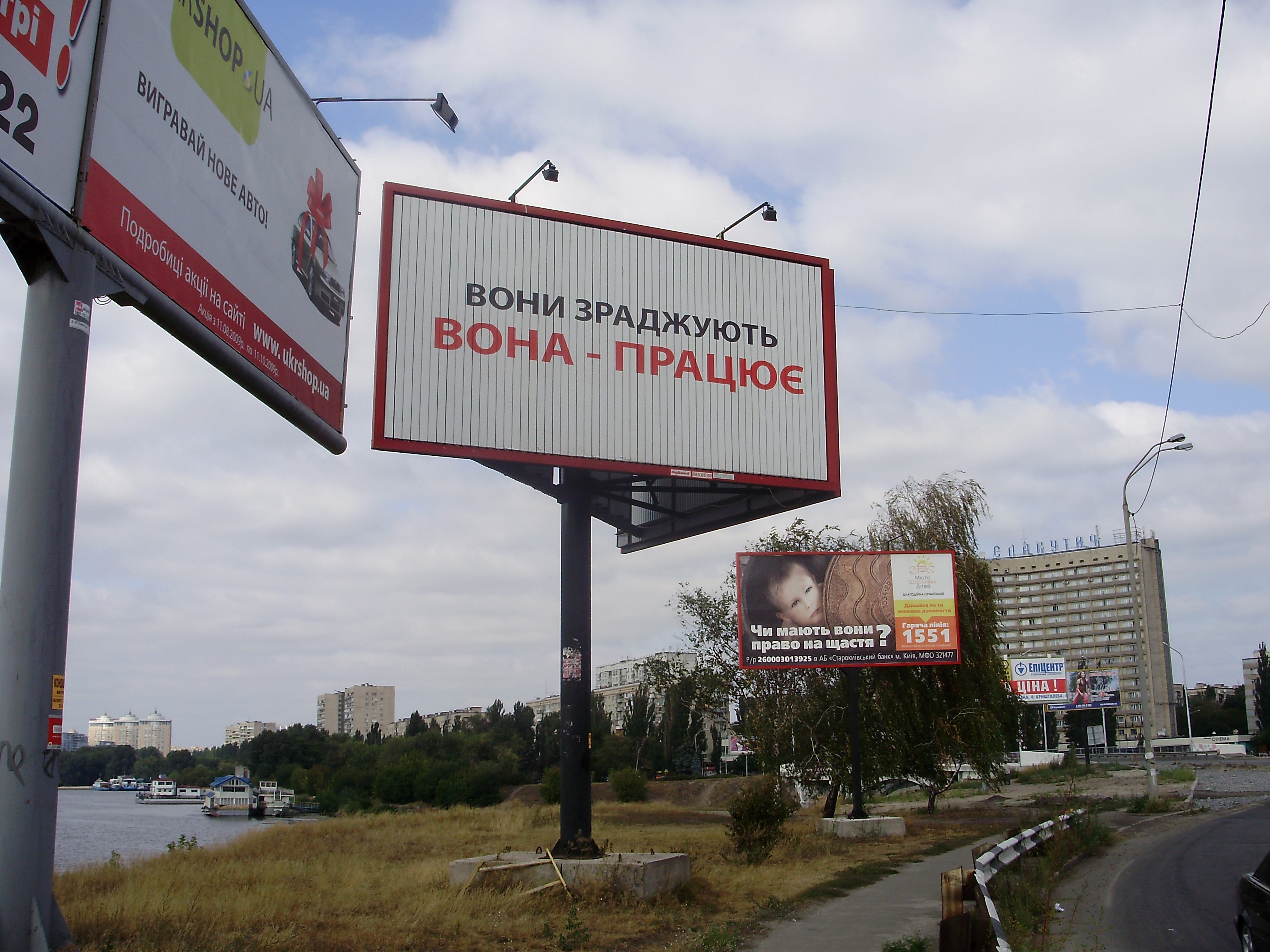
Slogan de Tymochenko en 2010 « Ils trahissent — elle travaille »
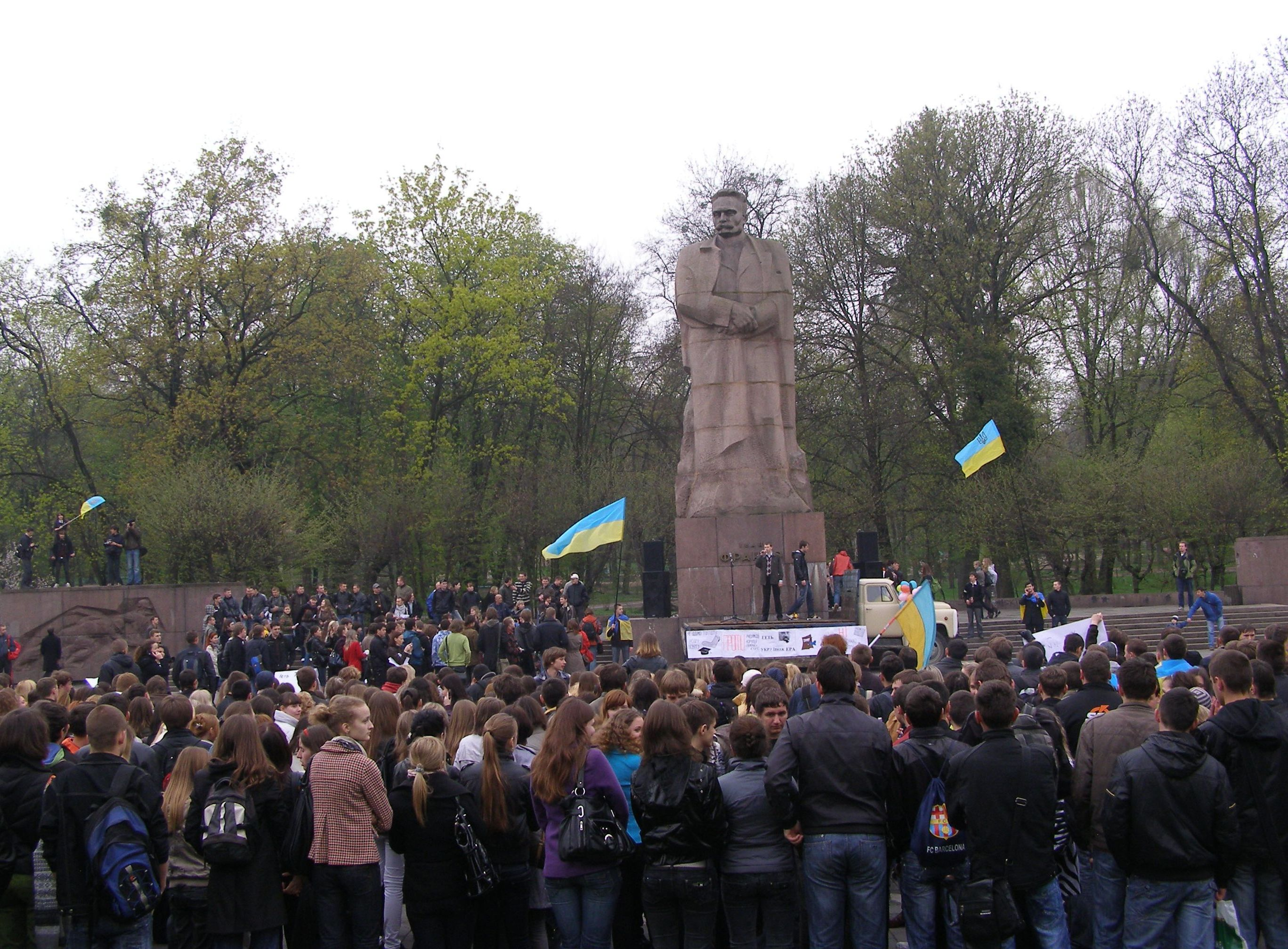
Manifestation contre le ministre de l'Éducation Dmytro Tabatchnyk. Lviv, 20 avril 2010

Des manifestations ont lieu à Kiev (50 000 manifestants) et dans plusieurs grandes villes : Kharkiv, Dnipropetrovsk, Odessa, Donetsk, Zaporijia, Poltava, Ternopil, Rivne, Tchernihiv, Tchernivtsi. Les marchés de Zaporijjia, Kharkiv, Tchernihiv, Rivne ferment pour manifester leur soutien aux actions de protestation.
Les protestations sur Maidan Nezalejnosti, qui se déroulent du 22 novembre 2010 au 3 décembre 2010, sont le point culminant des rencontres entre les employeurs de petites et moyennes entreprises dans toute l'Ukraine. Les manifestants sur Maidan parviennent à faire supprimer les positions les plus contestées du Code Fiscal d'Azarov et de Tigipko. Ces protestations sont soutenues, presque exceptionnellement, par le Bloc Ioulia Tymochenko, bien que dès le début des protestations BIouT annonce ne pas vouloir se substituer au mouvement des employeurs pour assurer « les actions de masse libres d'opposition politique ».

### Tymochenko lit le Manifeste au cours de manifestations sur Maidan
Bien que les protestations contre le Code Fiscal sur Maidan Nezalejnosti soient organisées par les employeurs de petites et moyennes entreprises, sous la conduite de l'organisation « Spilna sprava » d'Oleksandr Danyliouk, ceux-ci comptent sur le soutien du BIouT avant tout :
- Le 22 novembre 2010, premier jour des protestations sur Maidan, Tymochenko, prononce son discours-programme « Maidan demande le veto au fascisme fiscal »[73],[74]. Sur la scène, elle est aux côtés d'Oleksandr Danyliouk, chef de file des protestations sur Maidan en 2010 et chef de l'organisation « Spilna sprava » :

« Depuis plusieurs jours, les hommes d'affaires ukrainiens protestent contre l'adoption du Code fiscal… Ils ont notamment déclaré qu'en cas de validation de ce Code par le Président, ils lanceront la récolte de signatures pour un référendum qui aura pour but la destitution du chef de l’État et la dissolution de la Rada (parlement ukrainien). L'ex-premier ministre et chef de l'opposition ukrainienne, Ioulia Tymochenko, a annoncé jeudi aux journalistes son intention de se rendre à Bruxelles afin d'évoquer la controverse sur Code fiscal ukrainien lors du sommet Ukraine-UE, le 22 novembre prochain : "Nous adresserons très rapidement ce message au sommet Ukraine-UE" ».
- Sur la place, il y a des tentes de députés nationaux du BIouT[31] et du parti « Narodna Samooborona » de Loutsenko, qui sont alors déclarées comme des salles de protection des protestataires, face aux interventions de la milice. BIouT n'en assume pas la direction, mais la coopération avec le parti est évidente. Ces jours-là Tourtchynov a dit : « Nous avons aidé avec les tentes, et nos députés veillaient tous les jours sur la place »[76].
- L'organisation « Spilna sprava » et son chef Oleksandr Danyliouk reconnaissent Tymochenko comme la cheffe de l'opposition[31], et participent aux meetings communs en 2011, que Danyliouk reprend à plusieurs reprises dans ses discours.

### Répressions contre les protestants sur Maidan Nezalejnosti en 2010, les arrestations des activistes
Le 27 novembre 2010, le Président Ianoukovytch et le Premier ministre Azarov se rendent au niveau des tentes des protestants sur Maidan Nezalejnosti,, où ils leur promettent d'entendre les demandes formulées. Ainsi, quelques-unes des positions les plus contestées du Code fiscal sont éliminées dans « une nouvelle rédaction du Code du 29 novembre 2010 », mais :
- Le 3 décembre 2010, la milice rabat les tentes des protestants : « À 5 heures du matin quatre détachements de protection du ministère des Affaires intérieures ont cerné la place »[34]. « Quelques centaines de policiers ont participé à l'opération. Pour l'opposition, l'objectif de mettre en place un système fiscal plus juste n'a pas été atteint et la nouvelle rédaction du code ne diffère pas beaucoup de la précédente »[35].
- Le 28 décembre 2010, trois activistes sont arrêtés : Garkavenko I. A, Zaplatkin O. В., et Grouzyniv B. М. Oleksandr Mandytch, le quatrième arrêté, qui coorganise les protestations, est rapidement libéré[36]. Le 14 janvier 2011, 7 affaires criminelles sont ouvertes contre d'autres activistes. On les accuse d'avoir brisé le dallage sur Maidan Nezalejnosti, à l'aide de 132 barres de fer, avec des dommages à hauteur de 230 000 grivnas (21 000 euros)[36]. Ils sont donc inculpés pour la destruction volontaire ou l'endommagement du bien d'autrui à la suite d'une entente préalable qui a provoqué un grand dommage matériel[36].
- En décembre 2010, l'activiste Serguei Kostak est arrêté. Il est placé en maison d'arrêt en juillet 2011[37].

Donc, en juillet 2011, 8, personnes sont arrêtés et se trouvent en maison d'arrêt, sans jugement, plus de 7 mois après les faits reprochés, qui se sont tenus lors de protestations non-violentes. Oleksandr Danyliouk et son groupement de petits employeurs « Spilna sprava » se joignent aux protestations contre les arrestations de Tymochenko et ses collègues, en particulier lors de meetings devant la Cour de Petchersk de Kiev.

## Coopération du Président Ianoukovytch avec les opposants non-alliés avec Tymochenko
Certaines personnalités politiques d'opposition ne reconnaissent pas Tymochenko comme leur alliée. Pour cette raison, on ne peut pas les considérer comme ses proches politiques, bien qu'ils soient des représentants de l'opposition.

### L'équipe politique de Viktor Iouchtchenko
Seuls l'équipe politique de Tymochenko et les ministres de son gouvernement subissent des poursuites et des arrestations, à la suite de l'élection de Viktor Ianoukovytch. Ce dernier coopère avec une partie de l'opposition, et les collègues les plus proches de Viktor Iouchtchenko reçoivent des postes politiquement valorisés :
- Viktor Baloga est nommé ministre des Situations d'urgence[77] (son frère, Ivan Baloga est chef du Conseil de la région de Transcarpathie dès 2010).
- Petro Porochenko occupe le poste de chef du Conseil de la Banque nationale d'Ukraine, puis est nommé ministre du Développement économique et du Commerce d'Ukraine dans le gouvernement d'Azarov.
- Roman Bezsmertny est nommé ambassadeur d'Ukraine en Biélorussie.
- Evgen Tchervonenko devient le chef du département de l'aviation du ministère des Situations d'urgence.
- Vladyslav Kaskiv[78] (ex-chef du parti Pora jusqu'à l'octobre 2006) occupe le poste de président de L'Agence d'État des investissements et de la gestion des projets nationaux en Ukraine.
- Maryna Stavniytchouk (membre de la commission de Venise) travaille pendant quelque temps comme vice-chef de l'Administration du Président Ianoukovytch.
- Iouri Pavlenko (ministre du ministère d'Iouchtchenko) aux jours des déclarations à la Cour de l'affaire de Tymochenko, est appelé au poste du Commissaire pour les droits des enfants en Ukraine.

### D'autres forces politiques d'opposition, qui n'ont pas subi des poursuites judiciaires
Les dirigeants et les équipes politiques « de l'opposition non alliée » (Arseni Iatseniouk, Serhiï Tihipko, Anatoliï Hrytsenko, Oleh Tyahnybok), qui s'opposent à la fois Ianoukovytch et à Tymochenko, ne font pas l'objet de poursuites judiciaires.

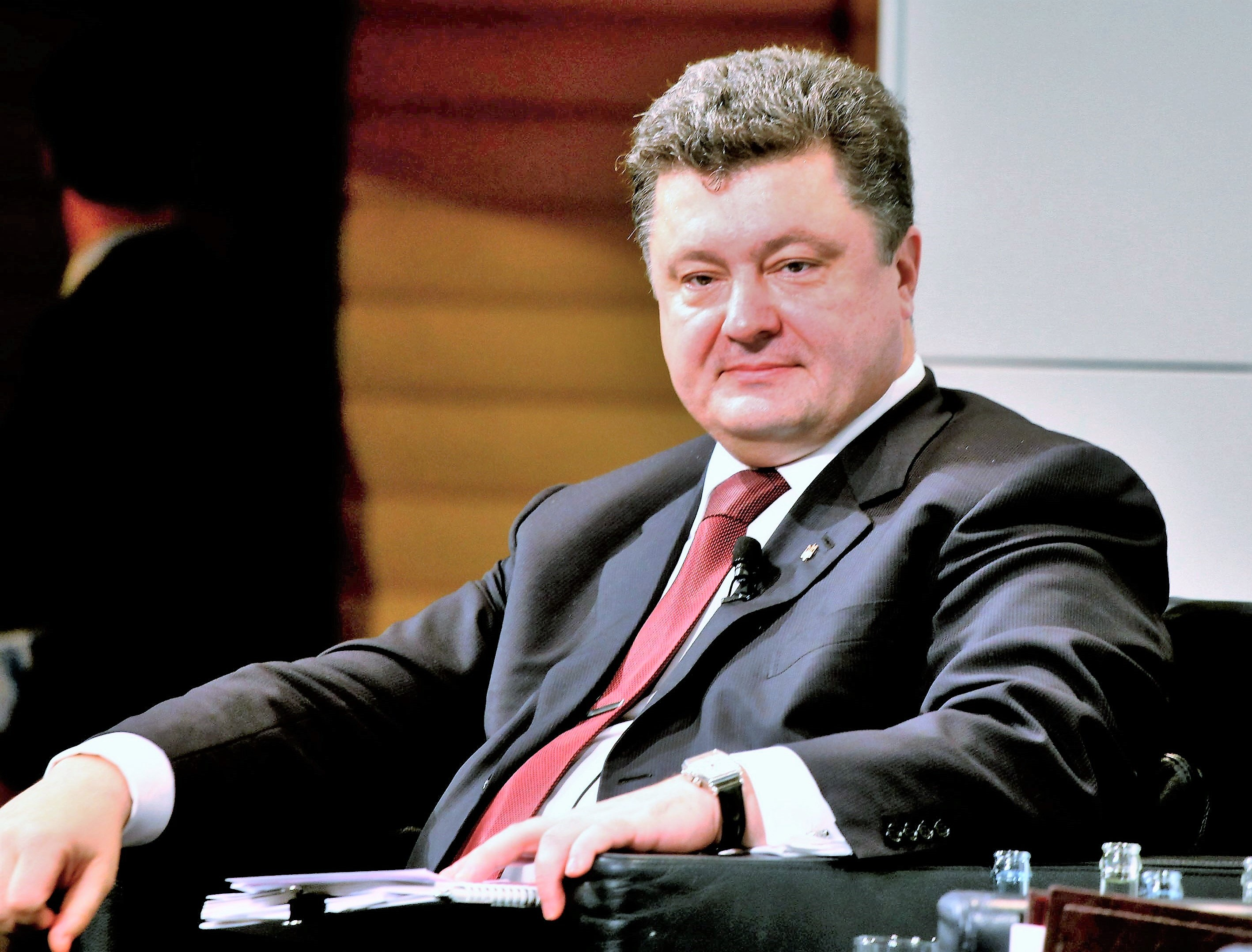
Petro Porochenko, chef du Conseil de la Banque nationale d'Ukraine en 2010–2011, ministre en 2012
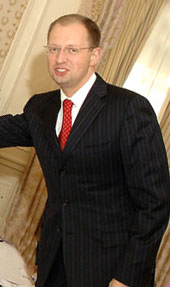
Arseni Iatseniouk, ex-président du Parlement, ministre des Affaires étrangères dans le gouvernement d'Ianoukovytch en 2006
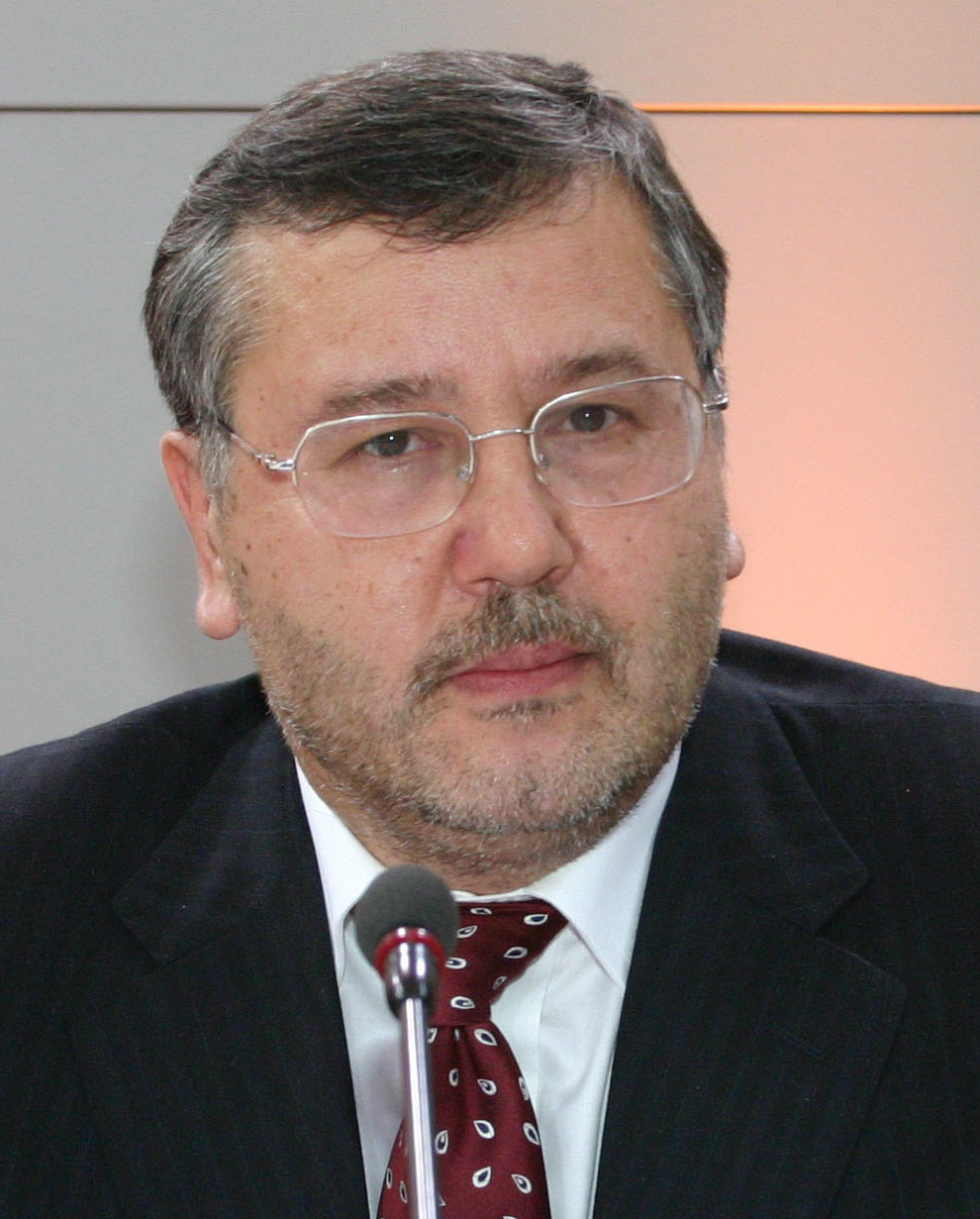
Anatoliï Hrytsenko, ministre de la Défense d'Ukraine dans le gouvernement d'Ianoukovytch en 2006
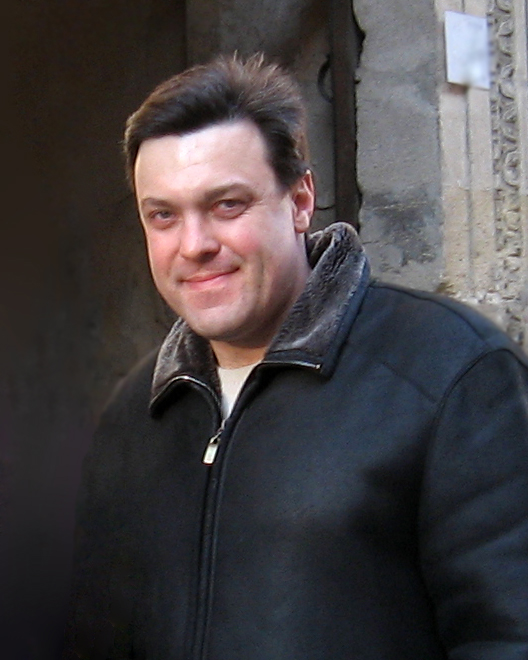
Oleh Tyahnybok, nationaliste ukrainien, janvier 2008

Il y a des exemples de coopération d'Ianoukovytch avec « les anciens politiciens du BIouT », mais sous condition de leur sortie du parti. Deux d'entre eux ont reçu « les postes remarquables »:
- Feldman (№ 43 de liste de BIouT aux élections 2007) ; ex-chef de BIouT dans la région de Kharkiv ; propriétaire du grand marché à Kharkiv) : le 25 juin 2010, il est exclu du parti BIouT-Batkivchtchyna, mais il refuse de rendre le mandat de député. Le 16 mars 2011, il rejoint le Parti des régions. Le 8 juillet 2011, Feldman est élu au Conseil du Parti des régions[79].
- Portnov (№ 58 de liste de BIouT aux élections 2007) ; juriste du groupe « Privat », il présidait l'équipe des avocats de Tymochenko pendant le procès après les élections du président en 2010 : le 2 avril 2010, il est appelé au poste de vice-chef de l'Administration du Président (le chef de l'Administration a 9 adjoints)[80]. En même temps, il est exclu du BIouT-Batkivchtchyna, et le 16 avril 2010, il rend son mandat. Le 5 avril 2011, il démissionne du post de vice-chef de l'Administration du Président.

Feldman et Portnov étaient auparavant des députés importants du BIouT, sans pour autant être de proches collaborateurs de Timochenko. En 2010–2011, près d'un tiers de députés sont exclus : de 156, il restait moins de 100 députés en octobre 2011.

## Documents multimédia
- Ukraine-Allemagne : débat autour d'un boycott de l'Euro-2012. 30 avril 2012
- Ukraine ex-PM Yulia Tymochenko jailed over gas deal. 11 octobre 2011
- Tymochenko. La Révolution orange de 2004. 25 avril 2012
- (anglais) Witalij Kliczko about Julia Tymoshenko. 11 oct. 2011
- EuroNews — Interview — Rencontre avec Yulia Tymochenko. 3 février 2008
- (langue ukrainienne) Tymochenko lit le Manifeste au cours de manifestations sur Maidan : « Maidan demande le veto au fascisme fiscal » (le discours-programme au premier jour des protestations sur Maidan), 22 novembre 2010
- (langue ukrainienne) Le général Makarenko et Taras Chepitko sont libérés de la maison d'arrêt après une année d'emprisonnement sans jugement, 5 juillet 2011
- Euronews interview : Iulia Timochenko: « Je n'abandonnerai jamais l'Ukraine ». 1 avril 2011
- Jour de l'Indépendance de l'Ukraine. Cour de Timochenko. Des milliers de policiers bloqué le centre de Kiev. 24 août 2011
- Timochenko condamné à 7 ans. 5000 la police a bloqué le centre de Kiev. 11 octobre 2011
- Le Premier ministre Azarov: Nous ne recherchons pas des raisons politiques. Affaire Timochenko : l'Europe tente de faire pression sur l'Ukraine. 15 mai 2011
- Euro-2012: l'affaire Timochenko gâche les préparatifs en Ukraine. 7 mai 2012
- L'Europe peine à se faire entendre des autorités ukrainiennes. 29 août 2012
- (anglais) Toronto Ukrainian Consulate, Julia Tymochenko, Arrest, Protest. 09 août 2011
- (anglais) Speech of the repressed leader of Ukrainian opposition Yulia Tymochenko. 06 août 2011
- (anglais) Interview with Eugenia Carr Tymoshenko at the EPP Congress in Marseille, 16 déc. 2011
- (anglais) Les politiciens ukrainiens (Sergui Vlasenko, Sergui Sobolev, Borys Tarassiouk) parlent des persécutions des proches politiques de Tymochenko pendant la présidence d'Ianoukovytch. 14 septembre 2011, (anglais) Borys Tarasyuk Interview Part 1, Part 2. 31 août 2011